# Оберхаутценталь
Оберхаутценталь (нем. Oberhautzental) — посёлок (нем. Gemeinde) в Австрии, в федеральной земле Нижняя Австрия.
Входит в состав округа Корнойбург. Население 181 чел. Занимает площадь 5,28 км². Официальный код — 31226.